# 佩奇纳
佩奇纳，是西班牙安达卢西亚自治区阿尔梅里亚省的一个市镇。 总面积46km2, 总人口3307人（2005年），人口密度72人/km2。